# کراپ مات
کراپ مات (به لاتین: Crap Mats) یک کوه در سوئیس است که در کانتون گراوبوندن واقع شده‌است. کراپ مات ۲٬۹۴۷ متر بالاتر از سطح دریا واقع شده‌است.